# Callispa confertae
Callispa confertae là một loài bọ cánh cứng trong họ Chrysomelidae. Loài này được Schöller miêu tả khoa học năm 2007.